# Longwen
Der Stadtbezirk Longwen (chinesisch 龙文区, Pinyin Lóngwén Qū) ist ein Stadtbezirk der chinesischen bezirksfreien Stadt Zhangzhou im Süden der Provinz Fujian. Er hat eine Fläche von 112,8 km² und zählt 301.883 Einwohner (Stand: Zensus 2020). Regierungssitz ist das Straßenviertel Dongyue (东岳街道).

## Administrative Gliederung
Auf Gemeindeebene setzt sich der Stadtbezirk aus einem Straßenviertel und vier Großgemeinden zusammen. Diese sind:
- Straßenviertel Dongyue 东岳街道

- Großgemeinde Buwen 步文镇
- Großgemeinde Lantian 蓝田镇
- Großgemeinde Chaoyang 朝阳镇
- Großgemeinde Guokeng 郭坑镇

## Ethnische Gliederung der Bevölkerung von Longwen (2000)
| Name des Volkes | Einwohner | Anteil  |
| --------------- | --------- | ------- |
| Han             | 133.986   | 99,48 % |
| Miao            | 243       | 0,18 %  |
| Tujia           | 193       | 0,14 %  |
| Sonstige        | 268       | 0,2 %   |